# Ortona (vino)
l'Ortona è una DOC riservata ad alcuni vini la cui produzione è consentita nella provincia di Chieti.

## Zona di produzione
La zona di produzione comprende l'intero territorio del comune di Ortona.

## Storia
A Polibio, storico greco vissuto tra il 205 ed il 123 a.C., è attribuita la prima testimonianza storica sulla produzione vinicola abruzzese, narrando le gesta di Annibale (216 a.C.) e la sua vittoria di Canne.
Da allora sono innumerevoli le testimonianze storiche sulla presenza della vite e del vino nella zona di produzione, in particolare a partire dal secolo XIII. Nell'agosto del 1200 a Venezia venne stipulato un atto notarile che istituiva una "colleganza", un tipo di contratto commerciale, tra Venezia, Ancona, Ortona e la Slavonia.
Tra la fine del XVIII secolo e la metà del XIX ad Ortona e dintorni era famosa la "lagrima Rossa di Ortona" tanto che nel 1836 un economista teatino, il Barone Giovanni Nicola Durini, affermava che "i vini di Ortona fossero i migliori della provincia e dell'Abruzzo e fra i migliori di tutto il Regno".

## Tecniche di produzione
Nella designazione dei Vini DOC Ortona può essere menzionata la dizione "Vigna" purché sia seguita dal relativo toponimo e che la vinificazione e la conservazione del vino avvengano in recipienti separati.

## Disciplinare
L'Ortona DOC è stato istituito con DM 20 aprile 2011 pubblicato sulla Gazzetta Ufficiale n. 106 del 9 maggio 2011
Successivamente è stato modificato con:
- DM 30 novembre 2011 GU 295 - 20 dicembre 2011 Pubblicato sul sito ufficiale del Mipaaf Sezione Qualità e Sicurezza Vini DOP e IGP
- La versione in vigore è stata approvata con DM 7 marzo 2014 Pubblicato sul sito ufficiale del Mipaaf Sezione Qualità e Sicurezza Vini DOP e IGP[1].

## Tipologie

### Rosso
| uvaggio                        | Montepulciano min. 95%; vitigni a bacca rossa, non aromatici, idonei alla coltivazione in Abruzzo max. 5% |
| titolo alcolometrico minimo    | 12,50% vol.                                                                                               |
| acidità totale minima          | 4,5 g/l.                                                                                                  |
| estratto secco minimo          | 24,00 g/l                                                                                                 |
| resa massima di uva per ettaro | 140 q. |
| resa massima di uva in vino    | 70 % |

#### Caratteri organolettici
- Aspetto: rosso rubino, più o meno intenso, talvolta con lievi sfumature violacee;
- Olfatto: vinoso, caratteristico, lievemente speziato;
- Gusto: secco, caratteristico, di corpo.

#### Abbinamenti consigliati
Salumi, carni arrosto o alla griglia, formaggi di media stagionatura.

### Bianco
| uvaggio                        | Trebbiano abruzzese e/o toscano min. 70%; vitigni a bacca bianca non aromatici, idonei alla coltivazione in Abruzzo max. 30%. |
| titolo alcolometrico minimo    | 12,00% vol. |
| acidità totale minima          | 4,5 g/l. |
| estratto secco minimo          | 16,00 g/l |
| resa massima di uva per ettaro | 140 q. |
| resa massima di uva in vino    | 70 % |

#### Caratteri organolettici
- Aspetto: giallo paglierino, giallo paglierino con riflessi verdolini;
- Olfatto: gradevole, delicatamente fruttato;
- Gusto: secco, armonico, vellutato, sapido.

#### Abbinamenti consigliati
Antipasti di pesce, primi piatti di pesce, pesce al forno o alla griglia.